# 貝多芬爆裂 (GRB 991216)
GRB 991216，被耶魯大學的布拉德·謝弗博士暱稱為貝多芬爆裂，是1999年12月16日觀測到的伽馬射線暴，而當天恰逢路德維希·范·貝多芬誕辰229周年。伽馬射線暴是一種高度發光的閃光，與遙遠星系的爆炸有關，併產生伽馬射線，這是電磁輻射的最高能量形式，通常隨後是以較長波長（X射線、紫外線、光學、紅外和無線電）發射的壽命更長的“餘輝”。.

## 概述
儘管它發生在距離地球約100億光年的地方，這次爆發的光學餘輝視星等達到了18.7等，使貝多芬爆發成為有史以來探測到的最亮的爆發之一。美國國家航空暨太空總署 戈達德太空飛行中心的天體物理學家弗蘭克·馬歇爾評論道：「這是迄今為止，我們在很長一段時間內探測到的最亮的爆發。」這次爆發的峰值通量將其列為爆發和瞬變源試驗設備（BATSE）有史以來探測到的第二大爆發。儘管存在其它可能的伽瑪射線暴祖先，例如兩個黑洞的合併，對觀測結果的分析，加强了伽馬射線暴是極超新星的理論。
在探測到爆炸的四個小時內，BATSE和羅西X射線計時探測器進行的觀測能够確定爆炸的位置在α = 77.38 ± 0.04，δ = 11.30 ± 0.05。這一快速地確定使天文學家能够使用光學和X射線望遠鏡進行後續研究。其他探測到GRB 991216的儀器包括錢德拉X射線天文台、MDM天文台，和哈伯太空望遠鏡上的太空望遠鏡影像攝譜儀。這是錢德拉X射線天文台首次用於伽馬射線暴探測。